# Лорънс Стърн
Лорънс Стърн (на английски: Laurence Sterne) е британско-ирландски духовник и писател.
Известен е преди всичко със своите романи „Животът и мненията на Тристрам Шанди, джентълмен“ и „Сантиментално пътешествие из Франция и Италия“. Публикува проповеди, пише мемоари, участва в местната политика.
Произведенията на Лорънс Стърн надживяват и автора, и епохата си, влизат трайно в културната история като част от голямото литературно постижение, каквото е създаването на съвременния роман. Той е сред най-скандалните автори в английската и световната литература, а неговите герои са създания от ранга на героите на Рабле и Сервантес, на Пушкин и Гогол, на Джеймс Джойс и Пирандело.

## Биография

### Младежки години
Лорънс Стърн е роден в Клонмъл, Ирландия. Баща му Роджър Стърн е офицер от пехотата. Той е знаменосец в британския полк, завърнал се от Дюнкерк, разпуснат в деня на раждането на Лорънс. След 6 месеца семейството се връща в Йоркшир, после в Ирландия през юли 1715 г.
Първото десетилетие от живота на Стърн минава в местене от едно място на друго, тъй като баща му е преназначаван из цяла Ирландия, като не се задържа на едно място повече от година. Освен в Клонмъл и Дъблин, семейството живее в Уиклоу, Дрогеда, Касълполар и Каригфъргъс. През 1724 г. Стърн е заведен при богатия си чичо, за да може да посещава независимото основно училище Хипърхолм, близо до Халифакс. Стърн никога не вижда баща си отново.
През юли 1733 г. Стърн е приет в Jesus College, Кеймбридж със стипендия. Тук се запознава с приятеля си Джон Хол-Стивънъсън и получава първия пристъп на белодробна туберкулоза. Неговият прадядо Ричард Стърн е магистър на колежа и архиепископ на Йорк. Стърн завършва бакалавърска степен през януари 1737 г., но през лятото на 1740 г. се завръща, за да получи магистърска степен по изкуства.
През 1741 г. се жени за Елизабет Лъмли. И двамата страдат от белодробна туберкулоза.

### Ранна кариера
Стърн е ръкоположен за дякон през март 1737 г. и за свещеник през август 1738 г. Смята се, че неговата религия е „центристкият англиканизъм на времето“. Скоро след това Стърн получава място като викарий в Йоркшър и става пребендарий на Йоркската катедрала.
Този период от живота на Стърн е тясно свързан с неговия чичо, д-р Жак Стърн, архидякон на Кливланд и духовно лице в Йоркската катедрала. Той е пламенен привърженик на вигите и приканва Лорънс Стърн да започне кариера като политически журналист, което обаче завършва със скандал между двамата. Все пак, Стърн започва да пише политически статии, но скоро след това се оттегля от политиката, отвратен от нейната същност.
Стърн живее в Сътън в продължение на 20 години, през които поддържа тясна връзка с Джон Хол-Стивънсън.

### Творчески възход
Първите творби на Стърн са писма; той има и две обикновени проповеди (от 1747 и 1750 г.), но прави опити и в сатирата „Политически романс“ (1759 г.), насочена към конфликтите на интереси в Йоркската катедрала. Стърн пише сатирата (по-късно наречена „История на един хубав топъл кожух“), за да подкрепи своя декан в църковния спор. По исканията на засрамените духовни лица книгата е изгорена. Така Стърн губи шансовете си за духовен напредък, но открива истинския си талант.
След като открива таланта си, на 46-годишна възраст става чиновник и се посвещава на писането до края на живота си. Докато живее в провинцията, опитвайки се да допълни доходите си като земеделски производител и борейки се с туберкулоза, Стърн започва да работи по най-известния си роман „Животът и мненията на Тристрам Шанди, джентълмен“, чиито първи томове са публикувани през 1759 година. Стърн работи над романа си през годината, в която майка му умира, жена му е сериозно болна, а дъщеря му също заболява с треска. Той пише колкото се може по-бързо, съставяйки първите 18 глави между януари и март 1759 година. Първоначално, рязко сатиричната версия бива отхвърлена от лондонския печатар Робърт Додсли, точно когато личният живот на Стърн е объркан. Майка му и чичо му умират, но Стърн продължава своя комичен роман.
Публикуването на „Тристрам Шанди“ дава изключителна популярност на Стърн, правейки го известен в Лондон и на континента. Той прекарва част от всяка година в Лондон, занимавайки се с писането на нови томове. Доволен от вниманието, Стърн заявява: „Аз не пиша, за да се изхранвам, а да бъда известен“. Дори след публикуването на трети и четвърти том на „Тристрам Шанди“, неговата любов към вниманието (особено във връзка с финансовия успех) остава. В едно писмо той пише: „Половината град злоупотребява с книгата ми с горчивина, докато другата половина плаче до небето – най-хубавото е, че злоупотребяват и я купуват, и с такава скорост, че отиваме на второ издание, колкото е възможно по-бързо.“ Барон Фокънбърг възнаграждава Стърн, назначавайки го за постоянен енорийски свещеник на Коксуълд, Северен Йоркшър.
Два тома от Стърновите „Проповеди“ са публикувани приживе. За известно време той е по-известен в някои кръгове като проповедник, отколкото като романист. Проповедите, обаче, са конвенционални както по стил, така и по същество. Няколко тома писма са публикувани след смъртта му, както и „Дневник за Елиза“ (1904 г.) – по-сантиментално, отколкото хумористично любовно писмо към жената, която Стърн ухажва през последните години от живота си.

### Живот в чужбина
Лорънс Стърн продължава да се бори със заболяването си и заминава за Франция през 1762 г. в опит да намери климат, който да облекчи страданията му. Той се присъединява към група дипломати, пътуващи за Торино, тъй като Англия и Франция все още са противници в Седемгодишната война. Стърн е доволен от приемането му във Франция, където съобщенията за гения на Тристрам Шанди го превръщат в знаменитост. Впечатленията от това пътуване до Франция са включени във втория роман на Стърн – „Сантиментално пътешествие из Франция и Италия“.

### Елиза
В началото на 1767 г. среща Елизабет Дрейпър – 22-годишна съпруга на служител на Източноиндийската компания и сестра на Роусън Харт Боддам (губернатор на Бомбай). Съпругът ѝ я довежда в Лондон, за да се възстановява от болестта. Като се има предвид, че и двете страни вече са женени, връзката е изключително скандална за времето си. Но Стърн бързо се запленява от очарованието, жизнерадостта и ума на Елиза. Двамата често се срещат, обменят миниатюрни портрети, а възхищението на Стърн се превръща в обсебеност, която той няма намерение да крие. Три месеца след първата им среща Елица заминава за Индия и година по-късно Стърн умира от белодробна туберкулоза, без да я види отново.
В началото на 1768 г., в своето „Сантиментално пътешествие“ Стърн прави екстравагантни препратки към Елиза, а отношенията в романа, макар и платонични, предизвикват значителен интерес. В своя „Дневник за Елиза“ от лятото на 1767 г. Лорънс Стърн пише част за Елиза и я изпраща до нея, а останалата част излиза наяве, когато е била представена в Британския музей през 1894 г. Съществува известен спор относно това дали творбата е написана като лично любовно писмо до Елиза Дрейпър или е предназначена за публикуване като литературно произведение, но по всичко изглежда, че е автобиографична и творческа фантастична творба.
След смъртта му Елиза разрешава 10 писма да бъдат публикувани под заглавието „Писма от Йорик до Елиза“.

### Смърт
По-малко от месец след публикуването на „Сантиментално пътешествие из Франция и Италия“, на 18 март Стърн умира в квартирата си на 54-годишна възраст. Погребват го в църковния двор на „Свети Георги“, площад „Хановер“.
Широко разпространен е слухът, че тялото на Стърн е откраднато малко след като е бил погребан и продадено на анатомите в университета Кеймбридж. Тялото му е било разпознато от Чарлс Колинджън, който е познат на Стърн.
Година по-късно група масони издига мемориална плоча с римуваща се епитафия в близост до оригиналното гробно място на Стърн. Втората плоча е издигната през 1893 г., като са поправени някои фактически грешки на паметника. Когато църковният двор на „Свети Георги“ е преустроен през 1969 г., измежду начупените 11 500 черепа, няколко са идентифицирани с драстични съкращения от последвал преглед. Единият е с установен размер, съответстващ на бюст на Стърн, направен от Нолкенс. По-късно е потвърдено, че идентифицираният череп е негов, макар и с „определена доза съмнение“. Останките са прехвърлени в църквата на Коксуълд през 1969 г. от фондацията The Laurence Sterne Trust.
Историята за сглобяването на черепа се споменава в романа „Към Ермитажа“ на Малкълм Бредбъри.

## Критика и влияния
Романът „Животът и мненията на Тристрам Шанди, джентълмен“ се продава широко в Англия и цяла Европа. Още след публикуването му, произведението започва да се превежда на всички основни европейски езици, а влиянието на Стърн върху европейски писатели като Дени Дидро и германските романтици се забелязва все по-отчетливо.
Въпреки това, „Тристрам Шанди“, в който Стърн пародира утвърдената дотогава наративна форма и включва здравословна доза омразен хумор, бива отхвърлена в Англия като твърде корумпирана. Това се противопоставя изцяло на възгледите на европейските критици, които смятат романа за иновативен.
Основно влияние върху „Тристрам Шанди“ оказва романът „Гаргантюа и Пантагрюел“ на Рабле. Френският писател далеч не е любимият автор на Стърн, но в своя кореспонденция ясно казва, че се смята за негов наследник. Въпреки това, Волтер смята Стърн за „очевидно по-добър от Рабле“, а по-късно Гьоте се изказва за него като за „най-красивият дух, който някога е живял“.
В произведението са вмъкнати разнообразни пасажи, „взети назаем“ от „Анатомията на меланхолията“ на Робърт Бъртън, Франсис Бейкън и много други. Най-интересното е, че бива похвален за своята оригиналност, а „кражбата“ му се забелязва едва след смъртта му.
Викторианските критици обявяват Стърн за безсмислен плагиат, като споменават и за нецензурността на неговата проза.
Романът използва теориите на Джон Лок за емпиризма и начина, по който събираме това, което знаем за себе си и за нашия свят, използвани в „Есе за човешкото разбирателство“.